# 格蘭特城 (密蘇里州)
格蘭特城（英語：Grant City）是位於美國密蘇里州沃思縣的城市。同時該地也是沃思縣的縣治。

## 人口
根據2020年美國人口普查的數據，格蘭特城的面積為3.44平方千米，皆為陸地。當地共有人口817人，而人口密度為每平方千米238人。